# Мартирос (Вайоц-Дзор)
Мартирос (арм. Մարտիրոս) — село в хамайнке Зоритап марза (области) Вайоц-Дзор в центральной части Армении. В 2001 году в селе проживали 662 человека. Расположено в 23 км к юго-востоку от города Ехегнадзор, за 5 км на юго-запад от села Зоритап. Название села переводится с армянского языка как «мученик».